# Tatort: Die Kugel im Leib
Die Kugel im Leib ist ein Fernsehfilm aus der Fernseh-Kriminalreihe Tatort der ARD und des ORF. Der Film wurde vom WDR produziert und am 14. Januar 1979 zum ersten Mal gesendet. Er ist die 95. Folge der Tatort-Reihe, die 16. mit Kommissar Haferkamp.

## Handlung
Reiner Mettmann bricht schwer verletzt auf seinem Motorrad in der Essener Straße in Oberhausen zusammen. Er gibt an, von einem Unbekannten mit einer Waffe angeschossen worden zu sein, der sein Motorrad haben wollte und nach der Tat flüchtete. Mettmann ist Steilwandfahrartist, der mit seiner Jahrmarktsattraktion finanzielle Probleme hat, da seine Investitionen in die neue Steilwand zu viel Geld verschlungen haben und der TÜV Rheinland die Anlage nicht ohne weitere Sicherheitsumbauten abnehmen will. Zur gleichen Zeit ist in der Nähe gerade eine Sparkasse in Essen überfallen und ein Polizist erschossen worden.
Kommissar Haferkamp ist verärgert, als er zu spät von dem Vorfall mit Mettmann hört. Zuerst klingt dessen Geschichte glaubhaft, doch dann weigert sich der Angeschossene, die Kugel entfernen zu lassen. Haferkamp ist sich sicher, dass die ballistische Untersuchung beweisen würde, dass die Kugel vom getöteten Polizisten stammt und Mettmann der gesuchte Bankräuber ist. Zwischenzeitlich hat Mettmanns Steilwandpartner Paco das versteckte Geld und die Waffe aus dem Raub ausfindig gemacht und an sich genommen. Er deckt den angeschlagenen Mettmann und veranlasst ihn, nach Jesolo bei Venedig umzusiedeln, um damit die deutschen TÜV-Bestimmungen zu umgehen. 
Haferkamp folgt ihnen als Tourist mit seiner Ex-Frau Ingrid und drängt sich der Artistengruppe regelrecht auf. Der Kommissar versucht, Mettmann dazu zu bewegen, die Kugel entfernen zu lassen. Als er Paco verdächtigt, der Bankräuber zu sein, will dieser die Kugel sicherstellen. Er führt während einer Vorführung den Sturz Mettmanns herbei und bringt ihn in eine Privatklinik, um dort die Kugel entfernen zu lassen. Mettmann versucht, aus der Klinik zu fliehen, und stürzt dabei in den Tod.

## Hintergrund
Die Folge wurde vom 13. Juni bis zum 17. Juli 1978 im Bavaria-Atelier München-Geiselgasteig sowie in Essen, München, Mülheim-Saarn (Kirmes), Jesolo, Venedig und auf der Halde Oberscholven in Gelsenkirchen gedreht.